# Gesvres-le-Chapitre
Gesvres-le-Chapitre ist eine französische Gemeinde im Département Seine-et-Marne in der Île-de-France. Sie gehört zum Kanton Claye-Souilly (bis 2015 Kanton Dammartin-en-Goële) im Arrondissement Meaux.
Die Bewohner nennen sich Gesvrois.

## Geographie
Die Gemeinde grenzt im Norden an Forfry, im Osten an Marcilly, im Südosten an Barcy, im Süden an Monthyon und im Westen an Saint-Soupplets.

## Bevölkerungsentwicklung
| Jahr      | 1962 | 1968 | 1975 | 1982 | 1990 | 1999 | 2008 | 2014 |
| --------- | ---- | ---- | ---- | ---- | ---- | ---- | ---- | ---- |
| Einwohner | 75   | 78   | 54   | 73   | 94   | 141  | 163  | 158  |

## Sehenswürdigkeiten

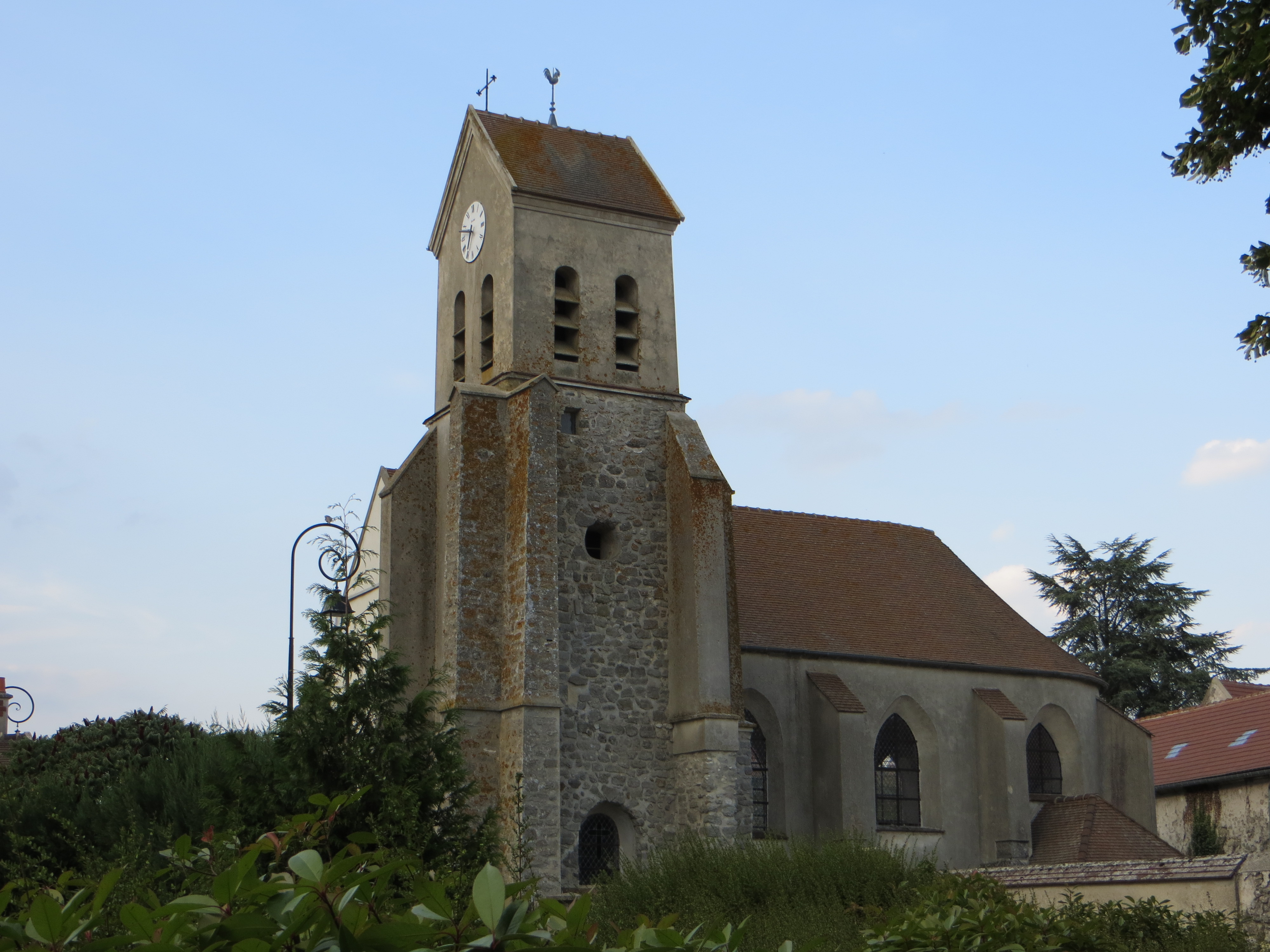
Kirche Saint-Laurent

- Kirche Saint-Laurent